# Puerto del Rosario
Puerto del Rosario er en by og kommune i det sydvestlige Spanien på øen Fuerteventura i provinsen Las Palmas, De Kanariske Øer. Den har et indbyggertal på 44.638 (2024) indbyggere.
Puerto del Rosario har været hovedstaden på øen Fuerteventura siden 1835. Hovedindustrierne er turisme og landbrug.